# Sồi Quảng Trị
Sồi Quảng Trị (danh pháp: Quercus quangtriensis) là một loài thực vật có hoa trong họ Cử. Loài này được Hickel & A.Camus miêu tả khoa học đầu tiên năm 1926.